# 編序教學法
編序教學法（英語：或programmed instruction，或譯作程序學習）是由行為學家史金納所發明，用來改善教學成果的教學法。這個方法由大量的應用心理學者和教師研究完成。
教材種類有教科書或教學機或電腦。其媒体展現了邏輯和循序測試。文字是一小步或一大部份。在每一步之後，學習者拿到一個問題，去測試是否理解？接著立刻公佈解答。這意味著學習者在全部階段，都得回應，並且立刻學到了結果知識。

## 外部連結
- 教育部數位教學資源入口網：編序教學法[永久]
- , , UIUC,   [2011-12-17], （原始内容 (Wiki)存档于2012-07-05）.
- Zurcher, W, ,   [2011-12-17], （原始内容存档于2017-09-11）.
- Murian, E, , , UMBC,   [2011-12-17], （原始内容存档于2012-03-19）.